# Andrew av Fløtum
Andrew av Fløtum (født 13. juni 1979 i Tórshavn, Færøerne) er en færøsk professionel fodboldspiller, hvor hans primære position på banen er i angrebet. Hans nuværende klub er den færøske Formuladeildin-klub HB Tórshavn, som han skrev kontrakt i sommeren 2007 – gældende fra og med den 1. juli 2007 og resten af sæsonen.

## Spillerkarriere
Han begyndte sin seniorkarriere i barndomsklubben HB Tórshavn i 1996-sæsonen, hvor han debuterede for klubben den 31. marts 1996 mod arverivalerne fra KÍ i pokalturneringen. Den venstre-fodede landsholdspiller var med sine mange scoringer (51% scoringsgennemsnit) for klubben medvirkende til at fodboldklubben blev kåret til færøsk mester i sæsonerne 1998, 2002 og 2003 samt pokalmester i 1998-sæsonen (en double). Han opnåede i 2002-sæsonen samtidig at blive topscorer i den hjemlige bedste række med 18 scoringer og i den efterfølgende sæson at blive kåret som årets spiller.
Akademisk Boldklub tilbød ham en kontrakt i klubben allerede i 1998, men det skulle først en del år senere før han stiftede bekendtskab med dansk fodbold. Efter at være blevet kåret færøsk mester med Havnar Bóltfelag fra Tórshavn i 2003, skiftede han i februar 2004 til 1. divisionsklubben Fremad Amager på en deltidskontrakt, hvor han hurtigt blev stamspiller på klubbens førstehold i de efterfølgende sæsoner. Han debuterede for klubben den 21. marts 2004 mod Brønshøj Boldklub. I den første del af 2006/07-sæsonen var han imidlertid meget skadespræget, hvor han døjede med en lyskenskade, og opnåede således kun at spille en enkelt kamp for klubbens førstehold samt to kampe og fire scoringer for andetholdet i Københavnsserien 2006. Klubbens profil vendte dog kraftigt tilbage i foråret med sin deltagelse i 13 ud af 15 mulige kampe, men kunne ikke hjælpe klubben med nedrykningen til 2. division.
I sommeren 2007, samtidig med at Fremad Amagers nedrykning til den tredjebedste danske række og sin kærestes færdiggørelse af hendes uddannelse, valgte han at vende tilbage til sit fodboldmæssige udgangspunkt hos HB.
Angriberen har indtil videre opnået 23 A-landsholdskampe på Færøernes fodboldlandshold og scoret en enkelt gang (som repræsentant for HB Tórshavn). 13 af kampene for de blå/hvide-farvede øboers landshold har været som repræsentant for Boldklubben Fremad Amager.

## Hæder
- Havnar Bóltfelag
  - Færøsk mester: 1998, 2002 og 2003
  - Færøsk pokalmester: 1998
  - Topscorer i den færøske 1. division: 2002 (18 mål)
  - Årets spiller: 2003